# Педру Ешпінья
Педру Ешпінья (порт. Pedro Espinha, нар. 25 вересня 1965, Мафра) — португальський футболіст, що грав на позиції воротаря.
Виступав, зокрема, за клуб «Белененсеш», а також національну збірну Португалії.

## Клубна кар'єра
У дорослому футболі дебютував 1985 року виступами за команду «Торреенсе». 
Згодом з 1986 по 1989 рік грав у складі команд «Академіка» та «Сакавененсе».
Своєю грою за останню команду привернув увагу представників тренерського штабу клубу «Белененсеш», до складу якого приєднався 1989 року. Відіграв за клуб Лісабона наступні п'ять сезонів своєї ігрової кар'єри.
Протягом 1994—2002 років захищав кольори клубів «Салгейруш», «Віторія» (Гімарайнш) та «Порту».
Завершив ігрову кар'єру у команді «Віторія» (Сетубал), за яку виступав протягом 2002—2003 років.

## Виступи за збірну
У 1998 році дебютував в офіційних матчах у складі національної збірної Португалії.
У складі збірної був учасником чемпіонату Європи 2000 року у Бельгії та Нідерландах, на якому команда здобула бронзові нагороди.
Загалом протягом кар'єри в національній команді, яка тривала 3 роки, провів у її формі 6 матчів.

## Титули і досягнення
- Володар Кубка Португалії (1):

«Порту»: 2000–01
- Володар Суперкубка Португалії (1):

«Порту»: 2001